# Tight Fit
Tight Fit är en brittisk musikgrupp, bildad 1981. Bland de mer kända låtar de gjort var en cover på låten "The Lion Sleeps Tonight". En annan låt som blev känd var "Fantasy Island" från 1982.

## Medlemmar
Nuvarande medlemmar
- Steve Grant (f. 26 februari 1958) (1982–1983, 2009–)
- Denise Gyngell (f. 30 augusti 1961) (1982, 2008–)
- Julie Harris (f. 15 augusti 1958) (1982, 2008–)

Tidigare medlemmar
- Lowri-Ann Richards (1981)
- Robert Pereno (1981)
- Richard Scarfe (1981)
- Martin Page (1981)
- Brian Fairweather (1981)
- Vicky Pemberton (1982–1983)
- Carol Stevens (1982–1983)

## Diskografi
Album
- 1981 – Back to the Sixties
- 1982 – Tight Fit
- 2016 – Together

Singlar (topp 50 på UK Singles Chart)
- 1981 – "Back to the Sixties" (#4)
- 1981 – "Back to the Sixties Part 2" (#33)
- 1982 – "The Lion Sleeps Tonight" (#1)
- 1982 – "Fantasy Island" (#5)
- 1982 – "Secret Heart" (#41)